# Òscar Moré
Òscar Moré   (Figueres, 1974 - Figueres, 4 de novembre de 2024) fou un periodista i presentador de ràdio. Va fer gran part de la seva trajectòria professional a la Cadena Ser, primer com a corresponsal a l'Empordà per Ràdio Girona i on dirigí el programa “Obert en diumenge”; i posteriorment va dirigir durant set anys el programa “Espècies Protegides”. Amb aquest espai radiofònic va guanyar el Premi Ràdio Associació al millor programa l'any 2016. Fins a la seva sobtada mort era el director i presentador del programa “Llapis de Memòria” que feia quatre anys que s'emetia en antena.
Anteriorment tenia una llarga experiència en mitjans audiovisuals i fou entre d'altres projectes guionista i col·laborador del programa "El Club" i "Tot es Mou" de TV3 i va treballar a La Xarxa, a BTV i Catalunya Ràdio.